# João Pereira Leite

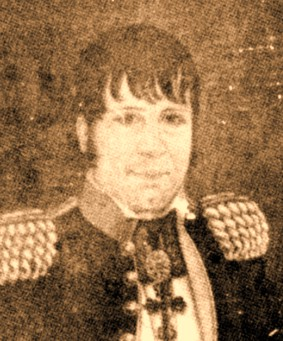
Cel. João Pereira Leite

João Pereira Leite (1770 - Cuiabá, 1833), foi um coronel de milícias português, nascido na freguesia de Santa Maria do Outeiro, Arcebispado de Braga, veio para o Brasil nos fins do século XVIII, tendo ingressado para a milícia Colonial, como soldado raso a 23 de outubro de 1788, no primeiro Regimento de Infantaria do Rio de Janeiro, Companhia de Dragões, galgou todos os postos até coronel efetivo da mesma milícia. 

## Biografia
Veio para a capitania de Mato Grosso, destacado a 10 de maio de 1796 para servir ao Comando do Distrito de Vila Maria do Paraguai, hoje cidade de Cáceres em Mato Grosso, onde serviu até a sua morte em 1833. Consorciou-se, no ano de 1813, com Maria Josefa de Jesus, única filha coronel Leonardo Soares de Sousa, senhor do Engenho da Jacobina, Cáceres, Mato Grosso. 
O seu filho, major João Carlos Pereira Leite, a partir da Fazenda Jacobina, transpôs o Rio Paraguai e fundou em 1874, a histórica fazenda Escalvado (ou D'Escalvado ou ainda Descalvado), ao largo do morro do mesmo nome.

## Carreira militar
- Foi promovido a segundo alferes da mesma Companhia de Dragões por Patente de 10 de maio de 1790; quando se deslocou em diligência para a Província do Pará em 9 de julho desse ano;
- Destacado para o Forte de Coimbra em 8 de Julho de 1797 e, recolheu-se em 7 de julho de 1798, tendo passado a Furriel em 1° desse mês e ano;
- Apresentou-se no Quartel General de Mato Grosso em 15 de novembro de 1800, de onde foi mandado para Comandante de Casalvasco (Vila Bela da Santíssima Trindade) e, recolheu-se em 22 de julho de 1801;
- Foi Comandante do Forte do Príncipe da Beira, de 10 de julho de 1803 até 19 de abril de 1810;
- Foi destacado para Vila Maria do Paraguai, atual Cáceres, em 12 de agosto de 1810, para a comandar, onde por Patente de 13 de novembro do referido ano passou a capitão da Companhia de Pedestres, e a sargento-mor e comandante do Corpo de Caçadores de Vila Maria do Paraguai, por Patente de 24 de julho de 1813;
- Por decreto de 22 de janeiro de 1818 e Patente de 26 de fevereiro do dito ano foi promovido ao posto de tenente-coronel graduado, com o mesmo exercício de major do Batalhão de Caçadores de Vila Maria, e por outro Decreto de 15 de julho de 1826, foi promovido a tenente-coronel efetivo;
- Por fim, foi promovido a coronel efetivo, como constou na Vedoria-Geral, em certidão assinada por José Joaquim da Silva, oficial da Secretaria do Estado dos Negócios da Guerra, em 10 de junho de 1828.

## Referencias bibliográficas
- José de Mesquita  - Genealogia Mato-grossense
- Luis-Philippe Pereira Leite - Vila Maria dos Meus Maiores
- Estevão de Mendonça - Datas Mato-grossenses
- Luís D'Alincourt - Memória sobre a Viagem do Porto de Santos à Cidade de Cuiabá
- Hercules Florence - Viagem fluvial do Tietê ao Amazonas